# Consejería de Agricultura, Desarrollo Rural, Medio Ambiente y Energía de la Junta de Extremadura
La Consejería de Agricultura, Desarrollo Rural, Medio Ambiente y Energía es una consejería que forma parte de la Junta de Extremadura. Su actual consejero y máximo responsable es José Antonio Echávarri Lomo. Esta consejería ejerce las competencias autonómicas en materia de agricultura y ganadería, desarrollo rural, medio ambiente y energía.
Tiene su sede en la Avenida de Portugal de la capital extremeña.

## Estructura Orgánica
- Secretaría General
  - Servicio de Gestión de Recursos Humanos
  - Servicio de Gestión Económica y Presupuestaria
  - Servicio de Planificación y Coordinación
  - Servicio de Auditoría Interna
- Dirección General de Agricultura y Ganadería
  - Servicio de Producción Agraria
  - Servicio de Sanidad Animal
  - Servicio de Sanidad Vegetal
  - Servicio de Calidad Agropecuaria y Alimentaria
  - Servicio de Información Agraria
- Dirección General de Desarrollo Rural
  - Servicio de Diversificación y Desarrollo Rural
  - Servicio de Formación del Medio Rural
  - Servicio de Regadíos
  - Servicio de Infraestructuras Rurales
- Dirección General de Política Agraria Comunitaria
  - Servicio de Ayudas Sectoriales
  - Servicio de Registro de Explotaciones y Organismo Pagador
  - Servicio de Ayudas y Regulación de Mercados
  - Servicio de Ayudas Complementarias
  - Servicio de Ayudas Estructurales
- Dirección General de Medio Ambiente
  - Servicio de Conservación de la Naturaleza y Áreas Protegidas
  - Servicio de Ordenación y Gestión Forestal
  - Servicio de Recursos Cinegéticos y Piscícolas
  - Servicio de Prevención y Extinción de Incendios
  - Servicio de Protección Ambiental
- Dirección General de Incentivos Agroindustriales y Energía
  - Servicio de Planificación Energética
  - Servicio de Generación de Energía Eléctrica
  - Servicio de Incentivos Agroindustriales

## Entes adscritos a la consejería
- Centro de Selección y Reproducción Animal - CENSYRA
- Estación Enológica (Almendralejo)
- Laboratorio Agroalimentario de Extremadura (Cáceres)

## Lista de consejeros de Agricultura
- Francisco Amarillo Doblado (1983-1995)
- Eugenio Álvarez Gómez (1995-2003)
- José Luis Quintana Álvarez (2003-2007)
- Juan María Vázquez García (2007-2011)
- José Antonio Echávarri Lomo (2011-Actualidad)[3]

## Lista de consejeros de Medio Ambiente
- Juan Serna Martína (1983-1986)
- Eugenio Álvarez Gómez (1986-1995)
- Eduardo Alvarado Corrales (1995-1999)

Desde 1999 hasta 2007 las competencias de Medio Ambiente se unen a las de Agricultura.
- José Luis Navarro Ribera (2007-2011)
- José Antonio Echávarri Lomo (2011-Actualidad)